# Орехово-Зуево (малый ракетный корабль)
«Орехово-Зуево» — малый ракетный корабль проекта 21631 «Буян-М», седьмой корабль серии.

## Название
Корабль назван в честь российского города Орехово-Зуево.

## История строительства
В тендере на строительство кораблей проекта 21631 участвовало девять судостроительных предприятий. Зеленодольский судостроительный завод (Зеленодольский ССЗ) выиграл тендер 17 мая 2010 года. Контракт на строительство кораблей был подписан 28 мая 2010 года.
29 мая 2014 года корабль «Орехово-Зуево» был заложен и стал седьмым кораблём этого проекта.
17 июня 2018 года корабль был спущен на воду.
В августе 2018 года корабль по внутренним водным путям переведён в Новороссийск, где приступил к прохождению заводских и государственных испытаний.
В ноябре 2018 года корабль проходил комплексные испытания в полигонах Чёрного моря.
10 декабря 2018 года на корабле поднят Андреевский флаг и корабль принят в состав Военно-Морского Флота .

## Служба
Корабль несёт службу на Черноморском флоте России.
7 декабря 2018 года корабль впервые прибыл в Севастополь.
22 января 2019 года корабль провёл учения по противовоздушной обороне, отразив нападение, которое имитировал фронтовой бомбардировщик Су-24М морской авиации.
18 февраля 2019 года, корабль приступил к выполнению боевых учений в полигонах Черноморского флота.
20 февраля 2019 года корабль совместно с разведывательным судном "Иван Хурс" осуществлял наблюдение за действиями эсминца "Дональд Кук" USS Donald Cook (DDG-75) ВМС США зашедшим в Чёрное море.
29 марта 2019 года корабль впервые направился в Средиземное море.
С марта по июнь 2019 года корабль впервые выполнял боевые задачи в составе Оперативного соединения ВМФ России в Средиземном море.
17 апреля 2020 года корабль действуя совместно с фрегатом "Адмирал Эссен" провёл учение по отражению ракетной атаки условного противника с нанесением ответного удара (электронные пуски) из ракетных комплексов "Калибр-НК".
21 апреля 2020 года корабль направился через черноморские проливы Босфор и Дарданеллы в Средиземное море для усиления состава постоянного оперативного соединения ВМФ России в дальней морской зоне.
12 мая 2020 года корабль находясь в Средиземном море отработал отражение воздушной атаки.
29 июля 2020 года корабль принимал участие в учениях Черноморского флота в составе более чем 20 кораблей.

## Командиры корабля
- капитан 2 ранга Алексей Орляпов (2018 — 2020)
- капитан 3 ранга Максим Рыжкин (2020 — н.в.)[16].